# Corticaria rugipennis
Corticaria rugipennis is een keversoort uit de familie schimmelkevers (Latridiidae). De wetenschappelijke naam van de soort werd in 1881 gepubliceerd door Edmund Reitter.